# Волохатик
Волохатик (Tragosoma Audinet-Serville, 1832) — невеликий рід жуків з родини Скрипунових.

## Поширення
Волохатик в Україні представлений одним родом і видом — Волохатиком трачевим (Tragosoma depsarium (Linnaeus, 1767)), розповсюдженим переважно у соснових лісах Полісся.

## Розмаїття
1. Волохатик трачів — Tragosoma depsarium (Linnaeus, 1767)
2. Tragosoma harrisii LeConte, 1851
3. Tragosoma nigripenne Bates, 1892
4. Tragosoma pilosicorne Casey, 1890
5. Tragosoma soror Laplante, 2017
6. Tragosoma spiculum Casey, 1890